# ヘア無修正版
ヘア無修正版（ヘアむしゅうせいばん）は、主に日本において、映像作品のヌードシーンで陰毛がぼかし処理などで修正されていないことを指す表現。ヘアはアンダーヘア、陰毛の略であるように「ヘア解禁版」と言ったバリエーションもある。

## 概要
この表現は日本で発売される映画DVDのタイトルに頻出する。通常、劇中のヌードシーンにおいて、写っている役者の陰毛（アンダーヘア）にぼかし処理などの修正が行われていないことを指す。
過去の劇場公開・ビデオ発売時に修正が入っていた作品の場合、「ヘア解禁版」という表現が使われることもある。また、「ヘア無修正完全版」のような派生表現もある。どの呼称を使うかはメーカーや作品によるが、いずれも基本的に洋画ビデオのみに付けられ、日本映画ではほとんど登場しない表現である。
日本ではかつて映像における陰毛表現がみとめられておらず、自主規制団体により一律ぼかしがかけられていた。この自主規制は1990年代に実質的に緩和されたが、その後も性行為描写のあるシーンでは原則ぼかし処理となるなど、未だ完全解禁に至っていない。「ヘア無修正版」はこのような規制がどの程度かかっているかについてメーカーから消費者への情報開示と見ることができる。（ただし、これらはあくまで業界の自主規制にすぎず、法律上、わいせつ物にあたると警察当局が判断すれば、その頒布・販売・上映等はわいせつ物頒布等の罪として摘発されうる。）
なお、ヘア無修正版はあくまで「ヘア」無修正であり、いわゆる「無修正版」ではない。そのため、性器が直接写っているカットなどでは通常通りのぼかしがかけられるほか、カットによってはヘアまでしか写っていなくともぼかしがかかっていることもある。
当然だが、ヘアにぼかしがかかっていない作品は必ず「ヘア無修正版」とつけなければいけないルールがあるわけではないため、この表現はあくまでヘアが見えれば商品性が大きく上がる作品につけられる売り文句である。このため、タイトルに「ヘア無修正版」と付けられる映画は大抵が性をメインテーマにすえた作品であり、またそのほとんどがいわゆる「エロ映画」である。
「ヘア無修正版」をもじった邦題として『サウスパーク/無修正映画版』などがある。
ちなみに、性器無修正の写真を含む写真集でわいせつ性が争われたいわゆるメイプルソープ事件においては、最高裁で、わいせつ性が否定され、関税定率法に基づく輸入禁止処分を取り消す判決が確定しているが、同じ写真を含むメイプルソープ回顧展のカタログについては、わいせつ性が認められており、注意を要する。

## 主な無修正版・ヘア無修正版
- パラダイス ヘア解禁版

主演のフィービー・ケイツのそれが無修正である。
- エマニュエル ヘア解禁版
- エマニエル夫人 無修正版
- 背徳令嬢 ヘア無修正版
- 悪魔のしたたり ヘア無修正版
- 愛人（ラマン） 無修正版

主演のジェーン・マーチのそれが無修正である。
- 美しき諍い女 無修正版

主演のエマニュエル・ベアールのそれが無修正である。
- ラストタンゴ・イン・パリ オリジナル無修正版（20世紀フォックス・ホーム・エンターテイメント・ジャパン）

主演のマリア・シュナイダーのそれが無修正である。
- Santa Fe

宮沢りえのヌード写真集
- ソドムの市
- ジャッカス